# Katrien Schaubroeck
Katrien Schaubroeck (Dendermonde, 1980) is een Belgische filosofe die gespecialiseerd is in de meta-ethiek, de morele psychologie en de filosofie van de liefde. Ze is hoogleraar aan de Universiteit Antwerpen.

## Levensloop
Schaubroeck promoveerde in 2008 aan de KU Leuven met een proefschrift over Harry Frankfurt.
Van 2008 tot 2011 was zij als postdoctoraal onderzoeker van het FWO-Vlaanderen verbonden aan het Hoger Instituut voor Wijsbegeerte van de KU Leuven, met studieverblijven in Canterbury en Berlijn. Van 2011 tot 2013 deed ze onderzoek aan de Universiteit Utrecht. Sindsdien doceert zij aan de Universiteit Antwerpen.
Haar onderzoeksdomein is de meta-ethiek en de morele psychologie.

## Boeken
De handelseditie van Schaubroecks proefschrift verscheen in 2013 bij Leuven University Press onder de titel The normativity of what we care about: A love-based theory of practical reasons.
In 2016 verscheen een populair-filosofisch boek van haar hand over vrijwilligerswerk, getiteld Gewone helden: Een kleine ethiek van het vrijwilligerswerk.
In 2020 verscheen haar boek Iris Murdoch: Een filosofie van de liefde. Ze wil daarmee verandering brengen in de geringe bekendheid van het filosofische werk van de Britse schrijfster Iris Murdoch.

Schaubroeck legt uit dat het innerlijke leven van de mens Murdoch nauw aan het hart lag. Murdoch verweet haar collega-filosofen dat zij de ziel hadden kapotgemaakt en vervangen door het ego. In het boek gaat Schaubroeck dieper in op Murdochs voorstel dat ‘ontzelving’ (of zelfvergetelheid) de sleutel is tot morele voortreffelijkheid. De logica is eenvoudig: hoe minder je aan jezelf denkt, hoe meer je de werkelijkheid ziet zoals ze is. Schaubroeck schrijft:
Staat ontzelven niet op gespannen voet met de verinnerlijking die Murdoch verdedigde? Neen. Het innerlijk is immers meer dan het ego. Wil je de aandacht vestigen op je innerlijke leven, dan moet je voorbij aan je wensen en fantasieën. Volgens Murdoch is het bewustzijn verschillend van het ego.